# 參禪 (骨牌)
參禪，是流傳於清朝的單人骨牌遊戲，依排法有相十副、相八副兩種。

## 歷史

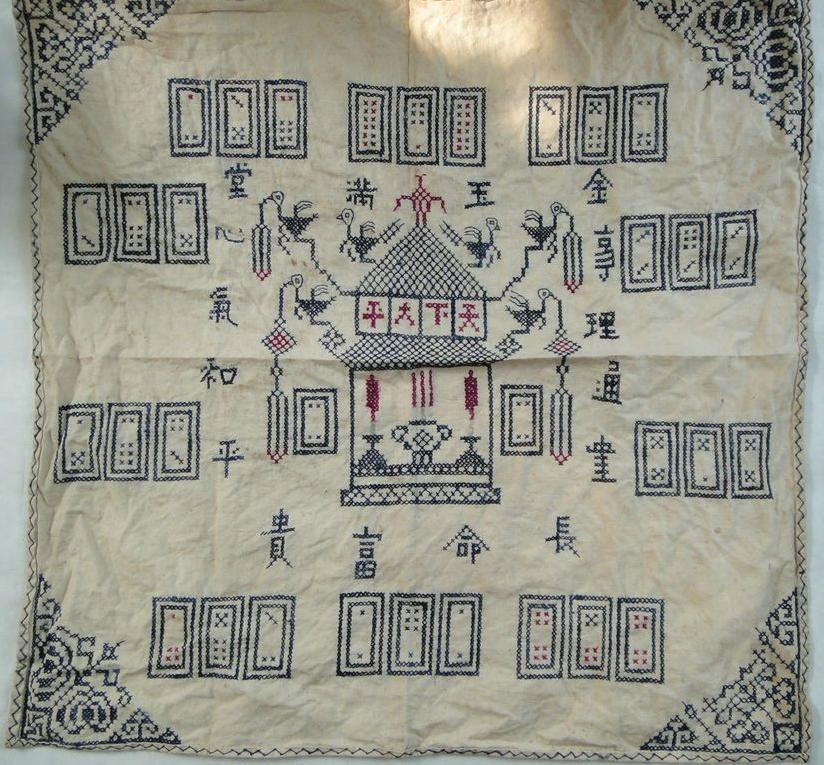
清末時绣有相十副的土棉

在金杏園 《重訂宣和譜牙牌彙集》稱相十副為參禪，是清朝人作為打發無聊的單人遊戲，是將原先混亂無序的各張骨牌一一調換成有序的牌型為勝，被認為是含有禪機、陰陽之道的智力游戏。郑桐荪評價玩此戲要比玩過五關更具相當技巧。葉聖陶在寫給兒子叶至善的書信中寫：「我总这么想，作诗词犹如相十副，尽管调来调去，总可以调得通，调出名堂来。」將作诗词比喻如玩此戲。相十副並非每場隨機佈置都有解，後來廣州大學的岑钊常研究員利用電腦演算，增加他新創的牌型－雜龍，沒了傳統牌型之一的二三靠，使各局都能有解。
相八副，在劉遵陸《牙牌參禪圖譜》稱為參禪，在伍稼青《骨牌圖譜》稱為想荊州。

## 牌具

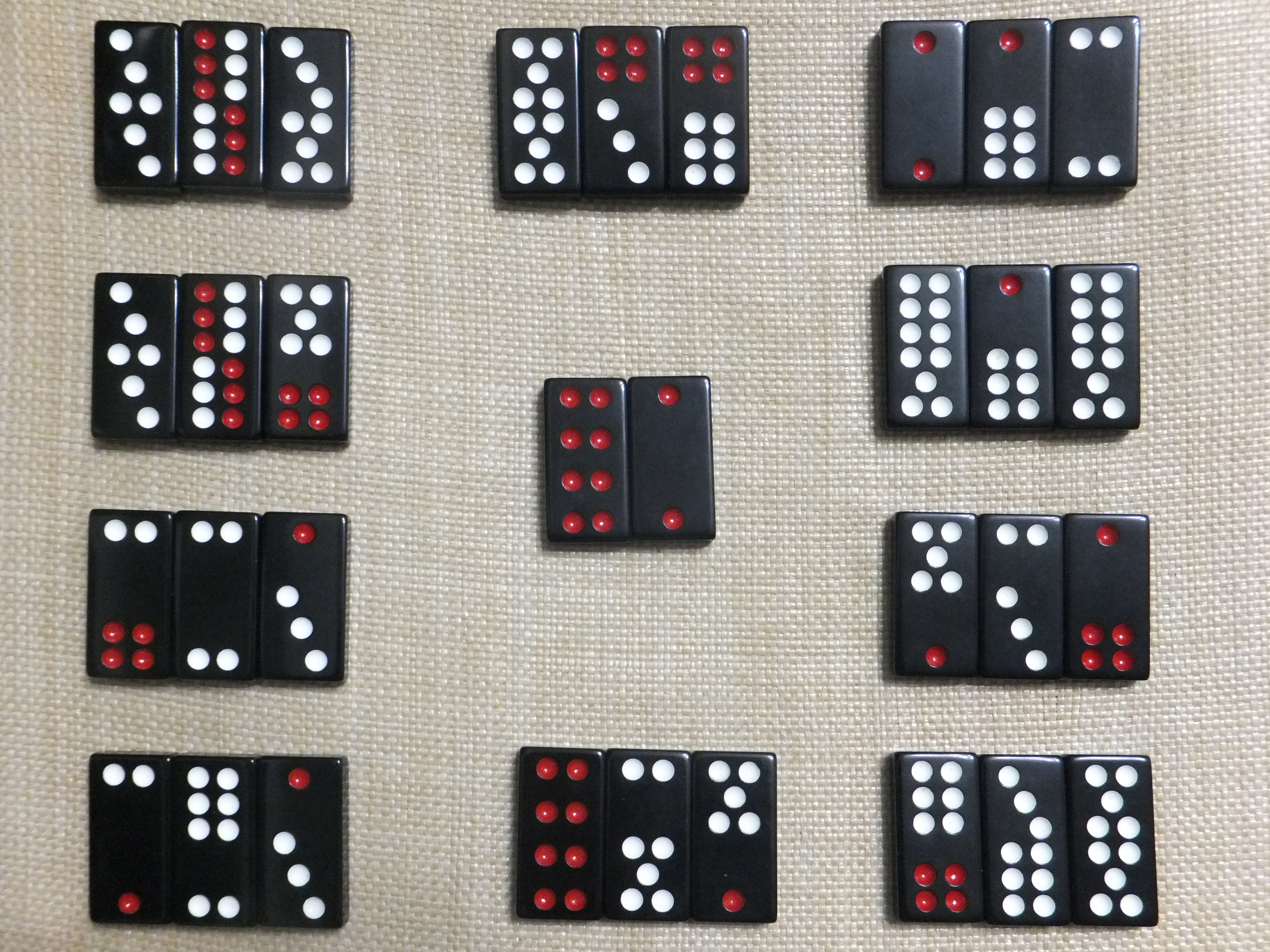
相十副的一種隨機佈置

同天九牌的三十二張。

## 相十副牌規
- 骨牌隨機混洗，以三張為一副擺放，繞成框型，剩下兩張擺在中間成為一副，稱為靈台[4]。
- 每次調換任何兩副的一或兩張牌，目標是讓互換後該兩副牌皆須變成以下十種牌型之一。

1.「小龍」

又稱「么二三」、「雙么二三」，

點數配搭為「1, 1, 2, 2 ,3 ,3」，

即三張牌中 1、2、3點各有兩個。

例子：
|  | [1-1] [2-2] [3-3] |
|  | [1-1] [2-3] [2-3] |
|  | [1-2] [1-2] [3-3] |
|  | [1-3] [2-3] [1-3] |
|  | [1-3] [1-3] [2-2] |

2. 「大龍」 

又稱「馬軍」、「雙四五六」，

點數配搭為「4, 4, 5, 5 ,6 ,6」，

即三張牌中4、5、6點各兩個。

例子：
|  | [4-4] [5-5] [6-6] |
|  | [4-4] [5-6] [5-6] |
|  | [4-5] [4-6] [5-6] |
|  | [4-6] [4-6] [5-5] |
|  | [4-5] [4-5] [6-6] |

3. 「金龍」 

又稱「全龍」、「不同」，

點數配搭為「1, 2, 3, 4 ,5 ,6」，

即三張牌中六數字各不相同。

例子：
|  | [1-2] [3-4] [5-6] |
|  | [1-2] [3-6] [4-5] |
|  | [1-4] [3-2] [5-6] |
|  | [1-5] [2-4] [3-6] |
|  | [1-6] [2-4] [3-5] |

4. 「雜龍」 

點數配搭為「2, 3, 3, 4 ,4 ,5」，

三張牌中3、4各兩個，2、5各一個。

例子：
|  | [2-3] [3-4] [4-5] |
|  | [2-5] [3-3] [4-4] |
|  | [2-3] [3-5] [4-4] |
|  | [2-4] [3-3] [4-5] |
|  | [2-5] [3-4] [3-4] |

5.「香五」

又稱「五點」、「三數同-餘和五」，

三張牌正好有三個點數相同，其餘點數之和等於五。

例子：
|  | 三個6點， 其餘點數為 1+1+3 等於「五」 |
|  | 三個6點， 其餘點數為 1+2+2 等於「五」 |
|  | 三個6點， 其餘點數為 1+2+2 等於「五」 |
|  | 三個4點， 其餘點數為 1+2+2 等於「五」 |
|  | 三個2點， 其餘點數為 1+1+3 等於「五」 |

6. 「滿十四」 

又稱「正快」，「三數同-餘十四」，

三張牌正好有三個點數相同，其餘數字之和等於十四或以上。

例子：
|  | 三個1點，其餘點數為 2+6+6 等於「十四」           |
|  | 三個1點，其餘點數為 3+5+6 等於「十四」           |
|  | 三個3點，其餘點數為 4+5+6 等於 15（大於「十四」) |
|  | 三個2點，其餘點數為 5+6+6 等於 17（大於「十四」) |
|  | 三個4點，其餘點數為 6+6+6 等於 18（大於「十四」) |

7. 「巧五」 

又稱「合巧」，「四數同-餘牌合」，

三張牌正好四數字相同，其餘數字之和於等於前者數字。

例子：
|  | [2-2] [2-2] [1-1] 四個2點，其餘數字之和 1+1 正好是2點 |
|  | [3-3] [3-3] [1-2] 四個3點，其餘數字之和 1+2 正好是3點 |
|  | [4-4] [4-4] [1-3] 四個4點，其餘數字之和 1+3 正好是4點 |
|  | [4-4] [4-2] [4-2] 四個4點，其餘數字之和 2+2 正好是4點 |
|  | [6-6] [6-1] [6-5] 四個6點，其餘數字之和 4+3 正好是6點 |

8. 「五子」 

又稱「五數同」，

三張牌正好有五個點數相同，其餘的點數任意配搭皆可。

例子：
|  | [1-1] [1-1] [1-5] |
|  | [2-2] [2-2] [2-4] |
|  | [3-3] [3-3] [3-1] |
|  | [4-4] [4-4] [4-5] |
|  | [5-5] [5-5] [5-1] |

9. 「分相」 

又稱「分廂」，

三張牌正好三數字相同；另外三數字也相同。

例子：
|  | [1-1] [1-2] [2-2] 1和2分廂 |
|  | [1-1] [1-4] [4-4] 1和4分廂 |
|  | [1-1] [1-5] [5-5] 1和5分廂 |
|  | [2-2] [2-3] [3-3] 2和3分廂 |
|  | [4-4] [4-5] [5-5] 4和5分廂 |

10. 「對子」 

靈台須成為兩牌皆相同的文對、兩牌總和相同的武對、或至尊對。

例子：
|  | 文對 |
|  | 文對 |
|  | 武對 |
|  | 武對 |
|  | 至尊 |

- 勝利目標為三張的各副牌皆成任意牌型，靈台的牌型則各書規定有差異。《重訂宣和譜牙牌彙集》規定靈台先換成稱為八珠環的2-2、2-2[2]；《中国骨牌高智力游戏》 將靈台的牌型依難度分為三種。
  - 初級：任意對子。
  - 中級：遊戲前指定的對子，武對則難度略高。
  - 高級：至尊對或和對。[8]

## 相八副牌規

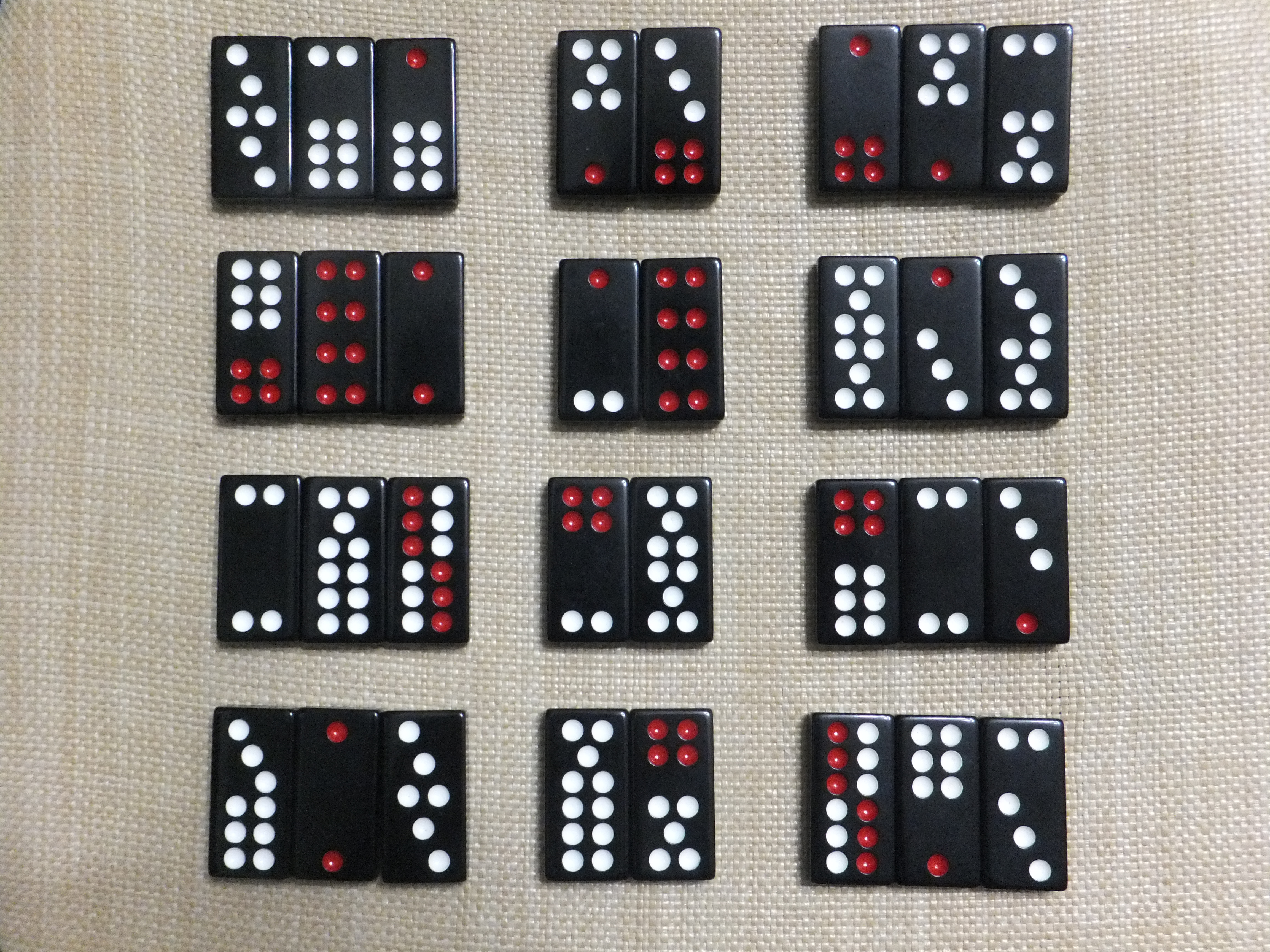
相八副的一種隨機佈置

相八副改採八副為三張、四副為兩張的佈置，外側的八副從右上至左下分別以八卦名稱呼；內側的四副以天、地、人、和稱呼。兩張的副需最後能擺成天、地、人、和這四種對子，或是雜五、雜七、雜八、雜九這四種對子，其餘相同於相十副，難度比相十副更難。《骨牌圖譜》與《中国骨牌高智力游戏》 規定的十種牌型有差異。前者有二三靠，為三張牌中2、3、6各兩個；後者是改成雜龍。